# خلل التنسج في عاج الأسنان
خلل التنسج في عاج الأسنان (بالإنجليزية: Dentin dysplasia) هو اضراب خلقي وراثي يصيب عاج الأسنان ويؤثر على تكوينه في المراحل الجنينية ويؤدي إلى تشوهات في جذور الأسنان المصابة. يصيب خلل التنسج عاج الأسنان الدائمة والأولية بنسبة واحد من كل 100000 شخص، لا يؤثر هذا الاضطراب على مينا الأسنان ولكنه يسبب خللًا في العاج واللب. صُنف خلل التنسج في عاج الأسنان في عام 1972 إلى نوعين وهما النوع الجذري والنوع التاجي، وصُنف النوع الجذري إلى عدة أقسام اعتمدًا على التصوير الشعاعي.

## الأعراض والعلامات
تبدو الأسنان سريريًا طبيعة اللون والمظهر إلا أن الأسنان المُصابة تعاني من حركة دائمة.
يمكن أن تُصاب الأسنان الأولية والأسنان الدائمة بالنوع الجذري أو التاجي من خلل التنسج في عاج الأسنان إلا أن الأسنان الأولية المصابة بخلل التنسج في عاج الأسنان من النوع التاجي تتميز بلونها الأزرق الكهرماني بينما تبدو الأسنان الأخرى طبيعية.

## التشخيص
يعتمد التشخيص في الغالب على الفحص العام والتصوير الشعاعي، ويجب الأخذ بعين الاعتبار جميع احتمالات التشخيص التفريقي للحصول على تشخيص صحيح لأن مظهر الأسنان المُصابة بخلل التنسج في عاج الأسنان قد تتشابه مع:
- تكوين العاج المعيب
- خلل التنسج السني
- كلاس (داء التكلس)
- تكون العظم الناقص
- متلازمة إيلرز دانلوس
- متلازمة جولدبلات
- متلازمة العضلة الهيكلية التناسلية

### النوع الأول (النوع الجذري)
يُعرف النوع الأول باسم خلل التنسج في عاج الأسنان الجذري لأن الخلل يصيب العاج الجذري ولب الأسنان. المظهر الخارجي لتاج الأسنان يبدو طبيعيًا في الغالب من حيث اللون والشكل ولكن في بعض الأحيان تتلون الأسنان بلون أزرق كهرماني أو بني مائل للأزرق في الأسنان الأولية وغالبًا ما تكون مصحوبة بعدم تكون الجذر.

#### المظهر في التصوير الشعاعي
تظهر جذور الأسنان الدائمة المصابة على شكل هلال في التصوير الشعاعي أما بالنسبة للأسنان الأولية فقد تظهر الجذور بمظهر غير طبيعي أو أقصر من الحجم المعتاد. يتكون العاج في منطقة الجذر بطريقة غير طبيعية وبزيادة مفرطة عن كميته الطبيعية ما يقلل من مساحة حجرة اللب وفي بعض الأحيان قد يتسبب العاج في إغلاقها بالكامل. تتكون الخراجات اللبية في بعض الأحيان في قمة جذر السن المُصاب.

### النوع الثاني (النوع التاجي)
يتسبب النوع التاجي بتلون الأسنان الأولية باللون الأزرق أو البني أو الأصفر، لكن هذه الميزة لا تنطبق على الأسنان الدائمة ويُعتبر لونها طبيعيًا بغض النظر عن الشكل والحجم. يُعتبر التصوير الشعاعي للأسنان مفتاح التشخيص الصحيح لخلل التنسج في عاج الأسنان، خاصة في الأسنان الدائمة، والعلامة الفارقة هي حدوث تشوهات في حجرة اللب.

#### المظهر في التصوير الشعاعي
تظهر الأسنان المُصابة في التصوير الشعاعي بجذور طبيعية تحتوي على لب متضخم مع تكوين غير طبيعي للعاج باتجاه الجذور، بالإضافة إلى تكون حصوات اللب في حجرة اللب بسبب التكلسات غير الطبيعية.

## العلاج
يُعتبر علاج خلل التنسج في عاج الأسنان صعبًا للغاية حتى بعد التطور الهائل في مجال طب الأسنان. لا ينصح أطباء الأسنان بإجراء معالجة لجذور الأسنان المصابة لأنها ستكون مغلقة في الغالب، وبالتالي فإن القلع هو الخيار الأفضل للتخلص من الخراجات اللبية ونخر اللب ثم استبدال أسنان المريض بطقم كامل مع وضع الزرعات السنية.

## خيارات العلاج
ينصح أطباء الأسنان بضرورة متابعة نظافة الفم والأسنان للحفاظ على الأسنان حتى إن كانت مصابة لفترة أطول دون إجراء أي تداخل سني.

### تيجان الفولاذ
يمكن أن تساعد تيجان الفولاذ في المحافظة على الأسنان دون تآكلها بالإضافة إلى الحفاظ على إطباق الأسنان، وللأغراض التجميلية يمكن استخدام تيجان الفولاذ بواجهة مركبة من السيراميك.

### العلاج باستخدام حشوات الجذر
يمكن المحافظة على صحة الأسنان المصابة بعلاج جذور الأسنان الدائمة، لكنه لا يُعد خيارًا جيدًا إذا كان السن يحتوي على خراج جذري أو إذا كانت جذور الأسنان قصيرة.

### أطقم الأسنان المتحركة
يجب قلع الأسنان المُصابة أذا فشلت الخطط العلاجية السابقة من التيجان وحشوات الجذر واستبدال الأسنان بطقم متحرك.

### زراعة الأسنان
تعتبر زراعة الأسنان إحدى خيارات العلاج التي يمكن أخذها في الاعتبار بعد بلوغ المريض واكتمال نمو عظامه.